# الگار تلکام
الگار تلکام (انگلیسی: Algar Telecom) شرکت مخابرات برزیلی است، که در سال ۱۹۵۴ تأسیس شد.